# Coups d'éclat
Coups d'éclat (大発見, Daihakken) est un gekiga de Yoshihiro Tatsumi sorti au Japon en 2002 aux éditions Seirin Kōgeisha et en français en 2003 aux éditions Vertige Graphic qui ont publié deux autres recueils d'histoires de Yoshihiro Tatsumi : Les Larmes de la bête en 2004 et Good bye en 2005. 
Coups d'éclat est un recueil de 5 histoires courtes d'abord prépubliées dans différents magazines entre 1969 et 1972.

## Histoires
- Un grand coup, janvier 1972, 20 pages

Saburō Hanayama va bientôt partir à la retraite. Déprimé à l'idée de devoir passer ses journées avec sa femme qui ne s'intéresse qu'à sa pension, il décide de dépenser tout son argent avec des femmes et ainsi de tromper sa femme pour la première fois. N'arrivant pas à ses fins, il décide de dépenser son argent et une avance sur sa retraite en jouant aux courses.
Mademoiselle Okawa, sa secrétaire, l'invite alors à dîner. Elle vient de rompre avec son ami, celui-ci ayant décidé d'en épouser une plus riche.
- Occupé, mars 1970, 12 pages

Mr Shimokawa, jeune mangaka spécialisé dans les kodomos pour enfants, apprend que la publication de sa série est arrêtée. Alors qu'il se trouve dans les toilettes, ils découvrent sur les murs des dessins obscènes qui l'intriguent. Plus tard, il est interpellé par l'éditeur d'un magazine pour adultes, Burei magazine, qui lui propose de travailler pour lui.
- Nos chemins se séparent, février 1970, 24 pages

Ken est ivre dans un bar. Alors que les propriétaires du bar l'emmènent dans une chambre pour qu'il se repose, il repense à un évènement survenu alors qu'il était au collège. Un jour où il se rend chez son ami, Yoshio, il surprend la mère de celui-ci en train de faire l'amour avec un homme. Cette vision le bouleverse.
- Who are you ? Le scorpion, décembre 1969, 20 pages

Matsuda est récemment sorti de prison où il séjournait pour être entré dans une base américaine dans le but d'y voler un pistolet. Il travaille à présent sur un chantier, sous l'autorité d'un chef qui ne l'aime pas et qui a une aventure avec l'une de ses employés. Il est marié avec une femme qui le trompe.
Un jour, il trouve un scorpion dans une boîte de conserve et décide de le garder.
- La nourrice, mai 1970, 16 pages

Akemi est aux petits soins avec son mari qui prépare le concours du meilleur premier roman d'une revue littéraire. Elle l'entretient tellement qu'il se sent comme son animal de compagnie, dépendant d'elle et incapable de s'occuper de lui-même. Il décide alors de partir et de trouver un travail.

## Publication
- (ja) Yoshihiro Tatsumi (trad. du japonais par Natsuyo Fujii et Danièle Delavaquerie, préf. Adrian Tomine), Coups d'éclat [« 大発見, Daihakken »], Paris, Vertige Graphic,‎ 2003, 110 p., 7x24, noir et blanc, sens de lecture japonais (ISBN 2-908981-81-5 et 9782908981810)